# Nam Toàn
Nam Toàn là một xã cũ thuộc huyện Nam Trực, tỉnh Nam Định, Việt Nam.
Xã Nam Toàn có diện tích 3,73 km², dân số năm 1999 là 3961 người, mật độ dân số đạt 1062 người/km².